# Natalie Rabengut
Natalie Rabengut (geb. 1985) ist eine deutsche Schriftstellerin, die unter ihrem Klarnamen und Pseudonymen wie Mia Kingsley und Nova Edwins vor allem Liebesromane und erotische Geschichten aus dem Bereich der Dark-Romance und Science-Fiction schreibt.
Rabengut studierte Anglistik und Germanistik in Düsseldorf und veröffentlichte bis heute mehr als einhundert literarische Werke, darunter 86 unter ihrem Realnamen, 58 unter dem Pseudonym Mia Kingsley, sowie 38 unter dem Pseudonym Nova Edwins. Ihre Bücher erscheinen sowohl bei verschiedenen Verlagen, wie etwa Rowohlt, Bastei Lübbe, epubli, Ullstein, Feelings, Black Umbrella Publishing, als auch insbesondere im Eigenverlag.